# (44016) Jimmypage
(44016) Jimmypage est un astéroïde de la ceinture principale. Il porte le nom du guitariste anglais, Jimmy Page, leader du groupe rock Led Zeppelin.

## Description
Il a été découvert le 30 novembre 1997 à Rolvenden en Angleterre par les astronomes britanniques Mark Armstrong et Claire Armstrong.

Sa désignation provisoire était 1997 WQ28.